# Zeszyty Odnowy w Duchu Świętym
Zeszyty Odnowy w Duchu Świętym − polski dwumiesięcznik katolicki ukazujący się od 1994.
Na łamach czasopisma publikowane są materiały formacyjne dla grup modlitewnych i osób związanych z katolicką odnową charyzmatyczną. Teksty dotyczą takich dziedzin, jak: teologia duchowości, teologia moralna, teologia dogmatyczna, psychologia, socjologia. Raz w roku numer dotyczy odbywającego się na Jasnej Górze w Częstochowie ogólnopolskiego spotkania członków katolickich wspólnot charyzmatycznych.

## Zespół redakcyjny
- Redaktor naczelny: Agnieszka Strzępka
- Pełnomocnik wydawcy: ks. dr Wojciech Węckowski
- Zdjęcia: Katarzyna Link
- Właściciel: Fundacja Krajowego Zespołu Koordynatorów Katolickiej Odnowy w Duchu Świętym